# Diskurz
Diskúrz je pojem, ki izvira iz latinske besede discursus. V lingvistiki in družboslovju se razvije kot termin, ki označuje skladno, celovito množico izjav (tj. zapisanih ali govorjenih sporočil), zaključeno obliko govorice, ki je lahko zapisana (tekst) ali govorjena (pogovor v družbenem, političnem, kulturnem kontekstu). Od 1960. let nosi poleg osnovnega pomena pogovor ali poglobljena razprava  (primerjaj: diskusija/debata) dodatno vsebino. Pojem so sredi 20. stoletja razširili mnogi misleci, najbolj korenito transformacijo izvede Michel Foucault. Pogosto se ti razširjeni pomeni pri različnih avtorjih izključujejo. Ena izmed definicij: »Diskurz je sistem prikazovanja, ki se razvije v družbi in omogoča usklajeno sporočanje v posameznem območju zanimanja« .
Danes je teorija diskurza eno izmed uveljavljenih področij socioloških in filozofskih raziskav.

## Diskurz pri pomembnejših teoretikih

### Diskurz pri Foucaultu
Foucaultovo rabo besede »diskurz« bi lahko v grobem razdelili v dva pomena. Prvi je splošnejši, označuje pa celotno polje izgovorjenih in zapisanih besed. V tem smislu velja njegova definicije, da je »diskurz skupek izjav«. Bolj pogosto pa z »diskurzom« cilja na bolj specifični pomen »diskurzivne formacije«, katere primeri so zlasti posamezne znanstvene discipline (psihopatologija, prirodopis, filologija ipd.). Diskurzivna formacija je seveda tudi skupek izjav, vendar so diskurzivne formacije ravno tiste velike enote, na katerega lahko razdelimo diskurz v prvem pomenu (kot polje vsega izrečenega/zapisanega). 
Posebnost diskurzivne formacije, kot jo vidi Foucault, je zakonitost, ki ni iz reda smisla (označevalca), iz reda logične neprotislovnosti ali iz reda resničnosti (dejstva, referenti, označenci). Sistematičnost v odnosih, ki jo za temi različnimi diskurzi (diskurzivnimi formacijami) odstira Foucault, zato tudi ne tvori kakšne enotnosti (denimo enotnega objekta, na katerega se nanaša določnena znanost), temveč gre za sistematičnost razpršenih elementov, za sistem razpršenosti, ki v končni instanci omogoča neko zaokroženo enoto, ki jo bomo nato imenovali »psihopatologija«, »klinična medicina«, »pedagogika«...

### Diskurz pri Habermasu
Drugi ključni filozof 20. stoletja, Jürgen Habermas, je dal pojmu diskurz drugačno, s Foucaultovo neskladno opredelitev.